# SAGA-220
SAGA-220 (скор. від англ. Supercomputer for Aerospace with GPU Architecture - 220 teraflops — суперкомп'ютер для аерокосмічних досліджень з архітектурою GPU — 220 терафлопс) — суперкомп'ютер, створений Індійською організацією космічних досліджень (ISRO). На травень 2011 був найбільш високопродуктивним індійським комп'ютером з максимальною теоретичною продуктивністю 220 Тфлопс.
Представлений громадськості 2 травня 2011 року Копіллілом Радхакрішнаном, головою ISRO.

## Місцезнаходження
SAGA-220 міститься в будівлі Satish Dhawan Supercomputing Facility в Космічному центрі імені Вікрама Сарабхаї в Тіруванантапурамі.

## Конструкція
Побудований з використанням комерційно доступного апаратного забезпечення, програмного забезпечення з відкритим сирцевим кодом та власних розробок. Система використовує 400 графічних процесорів NVIDIA Tesla C2070 і 400 процесорів Intel Quad Core Xeon, поставлених компанією Wipro. Кожен із графічних процесорів NVIDIA Tesla C2070 має продуктивність до 515 GFLOPS, тоді як продуктивність процесорів Xeon досягає лише 50 GFLOPS. Для комунікацій використовується Infiniband QDR. Вартість створення суперкомп'ютера склала близько 140 млн індійських рупій. Система споживає близько 150 кВт електроенергії.

## Застосування
Система використовується з науковою метою для розв'язання комплексу авіаційних проблем. Імовірно, буде використовуватися для проєктних розрахунків при створенні майбутніх ракет-носіїв.

## Рейтинг
На червень 2015 року SAGA-220 посів 422 місце в списку TOP500.